# Золотницкая, Елена Николаевна
Елена Николаевна Золотницкая (Усачева, род. 1961, Москва, СССР) — советская и американская художница.

## Биография
Родилась 19 сентября 1961 года в Москве.
В 1987 году Е. Н. Золотницкая заканчивает ВГИК.
В 1987 году Е. Н. Золотницкую приглашают в Союзмультфильм в качестве художницы-мультипликатора для фильма «От 9-ти до 18-ти».
С 1991 года вместе с мужем, художником Геннадием Золотницким живёт в США, Балтимор, где знакомится и выставляется с художниками: И. Шлосбергом, Н. Волковым, Д. Геррманом, Г. Гурвичем, А. Ануфриевым. Начиная с этого времени Е. Н. Золотницкая полностью посвящает себя живописи.
В 1999 году переезжает в Калифорнию. Начиная с 2000 года, она все больше уходит от графичных и иллюстративных элементов в картине к чистой живописи, к работе со светом и сложным цветом.
Е. Н. Золотницкая член Shiva-club Архивная копия от 19 июля 2010 на Wayback Machine, член объединения художников Сан-Франциско Visual Aid Архивная копия от 27 марта 2022 на Wayback Machine.

## Труды
Работы Елены Золотницкой выставлялись и находятся в музеях США:
Джейн Вурхис Зиммерли англ. Jane Voorhees Zimmerli Art Museum, коллекция Нортона и Нэнси Доджангл. Norton and Nancy Dodge Collection of Soviet Nonconformist Art, в Сан-Франциском филиале музея SFMOMA, в San Diego Art Institute, в одной из лучших галерей Сан-Франциско Gallery Paule Anglim, Арт Экспо Архивная копия от 1 июля 2014 на Wayback Machine, Yerba Buena Center for the Arts Архивная копия от 1 апреля 2022 на Wayback Machine

## Награды
- 2008 — Денежный приз и две выставки в Paule Anglim Gallery, (Сан-Франциско) за победу в конкурсе «Visual Aid’s Jerome Caja Terrible Beauty Award», Сан-Франциско (США).
- 2007 — Денежный приз и грамота за победу в конкурсе «Northern National Art Competition», Nicolett College, WI (США).
- 2007 — Первое место и денежный приз за победу в конкурсе «Loyola National Works on Paper», Чикаго (США).
- 2005 — «48th Communication Arts Annual Illustration Exhibition» — грант «Helene Wurlitzer Foundation», два месяца в доме творчества, Taos, New Mexico (США).
- 2005 — Первое место в конкурсе «Dimensions 2005, 40th National Exhibition», Winston-Salem, NC (США).
- 2005 — Грамота за победу конкурсе «SDAI 48th International Exhibition», Сан-Диего (США).
- 2003 — Премия «Vermont Studio Center, Johnson, Vermont» — месячная поездка в Дом Творчества штата Вермонт (США).
- 1999 — Премия от «Art Expo»: «Finalists of the Art Calendar Magazine’s Competition», Нью-Йорк (США)
- 1997 — Грант «Paul Beckett Foundation», Denmark — месяц в доме творчества «Valparaiso», Almeria, (Испания).
- 1993 — Золотая медаль: «Mid-Atlantic Watercolor Exhibition», Baltimore, MD (США)
- 1993 — Грамота и включение в каталог за победу в конкурсе «36th Annual Illustration Exhibition, Society of Illustrators», NY (США).
- 1991 — Грамота и включение в каталог за победу в конкурсе «27th Annual Illustration Exhibition, Society of Publication Design», NY (США).

## Выставки
- 2010 «The Figure Now», Fontbonne University Fine Arts Gallery, St.Louis, MO (США).
- 2009 Paul Mahder Gallery: «Basic», Сан-Франциско (США).
- 2008 «Two Artists Show», «Paule Anglim Gallery», Сан-Франциско (США).
- 2007 «Loyola National Works on Paper», Crown Center Gallery Loyola University of Chicago, Чикаго (США).
- 2007 "Northern National Art Competition, juried by Allan Peterson, Nicolett College, WI (США).
- 2007 «Micaela Gallery»: «Salon d’Ete 2007», Сан-Франциско (США).
- 2007 «Rotunda Gallery, USF School of Law». Сан-Франциско (США).
- 2007 «Paul Mahder Gallery», Сан-Франциско (США).
- 2006 «SFMOMA»: «Finding the Figure», Сан-Франциско (США). (San Francisco Museum of Modern Art)
- 2006 «Franklin Bowles Gallery», Сан-Франциско (США).
- 2006 «B. Boeltz Gallery, Denver», CO (США).
- 2005 «Barbara Anderson Gallery»: «Closer», Беркли (США).
- 2005 20th Annual Conservatory Art Classic, «Micaela Gallery»: «Salon d’Ete 2005», Сан-Франциско (США).
- 2005 «Dimensions 2005» 40th National Exhibition NC (США).
- 2005 «Yerba Buena Center for the Arts»: «Visual Aid at 16», Сан-Франциско (США).
- 2005 «San Diego Art Institute»: «48th International Exhibition», San Diego Museum of Art (США).
- 2005 «Market Street Gallery»: «Erotic Art Show», Сан-Франциско (США).
- 2004 «Open Studios, ArtSpan» Сан-Франциско (США).
- 2004 «Blue Room Gallery», Сан-Франциско (США).
- 2004 «Barbara Anderson Gallery»: «Works on Paper», Беркли (США).
- 2004 «ARTWALK at the Embarcadero Center», Сан-Франциско (США).
- 2003 «Catharine Clark Gallery»: «SPICE Visual Aid Artists», Сан-Франциско (США).
- 2003 «San Diego Art Institute: 46th International Exhibition», Сан Диего (США).
- 2002 «Vorpal Gallery»: «Beaux and Eros», Сан-Франциско (США).
- 2001 «SFMOMA»: «4 Artist Show», Сан-Франциско (США). (San Francisco Museum of Modern Art).
- 2001 «Vorpal Gallery»: «The Year 2001- Art Odyssey», Сан-Франциско (США).
- 1999 «Museum of American Illustration»: «SPD Gala Annual», Нью-Йорк (США).
- 1999 «Art Expo»: «Finalists of the Art Calendar Magazine’s Competition», Нью-Йорк (США).
- 1999 «James E. Lewis Museum of Art», Morgan State University, Балтимор (США).
- 1999 «Sloane Gallery», Denver, CO (США).
- 1997 «Springfield Art Museum»: «Watercolor USA Honor Society», (США).
- 1997 «6th Biennial Exhibition» «Maryland Artists» Government House, Аннаполис (США).
- 1997 «Lancaster Museum of Art»: «Creating Women», Ламкастер (США).
- 1997 Russian Embassy, Washington D.C., (США).
- 1996 «Eastern New Mexico University»: «Form and Metaphor», Hodson Gallery: «Made in the USA», Hood College, Фредерик (США).
- 1995 «Regional Mid-Atlantic Watercolor Exhibition», Балтимор (США).
- 1994 Zenith Gallery, Вашингтон (США).
- 1993 New York City Public Library: SPD Gala Annual, Нью-Йорк (США).
- 1993 «Galerie Francoise», Green Spring, MD (США).
- 1992 Джейн Вурхис Зиммерли англ. Jane Voorhees Zimmerli Art Museum, коллекция Нортона и Нэнси Доджангл. Norton and Nancy Dodge Collection of Soviet Nonconformist Art, Rutgers University, NJ (США).